# Ковальчук Олександр Леонідович
Олександр Леонідович Ковальчук (нар. 23 листопада 1970, м. Тернопіль) — український вчений у галузі хірургії, педагог, лікар-хірург. Перший проректор з науково-педагогічної роботи ТДМУ. Син Леоніда Ковальчука.

## Життєпис

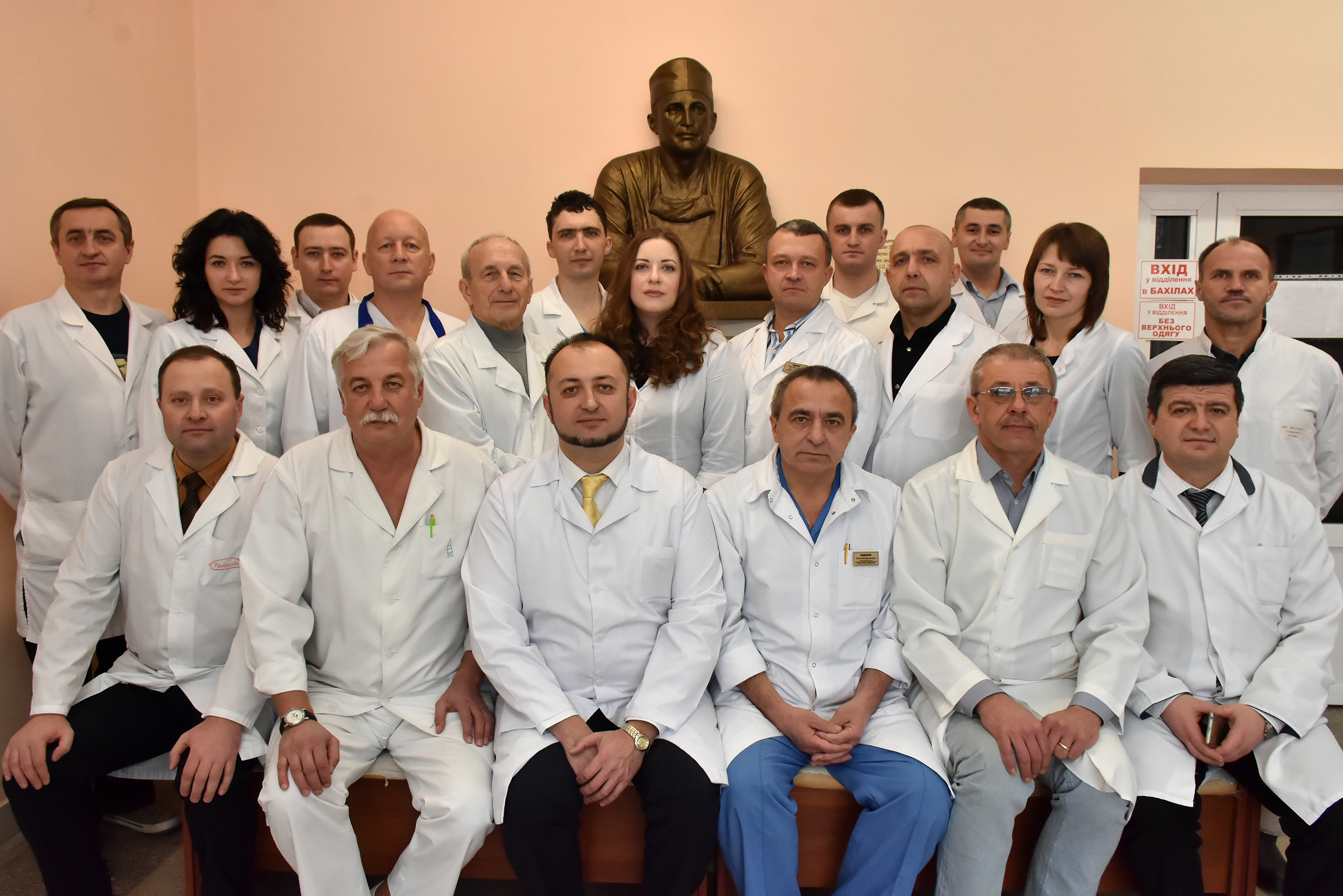
Професор Олександр Ковальчук із колективом кафедри хірургії № 1 з урологією та малоінвазивною хірургією імені професора Л. Я. Ковальчука (січень 2017)

Олександр Леонідович Ковальчук народився 23 листопада 1970 року в Тернополі.
Закінчив Тернопільський медичний інститут (1994, нині ТДМУ). У вересні 1994 — липні 1997 — проходив інтернатуру на базі Тернопільської обласної лікарні.
Від липня до грудня 1997 року працював у Тернопільській міській лікарні № 1 на посаді лікаря-хірурга. У січні 1998 — липні 2000 — у Тернопільській центральній районній лікарні на посаді завідувача відділення малоінвазивної хірургії. Одним із перших у Тернополі виконує малоінвазивні операції.
Від вересня 1998 до травня 2000 року працював за сумісництвом у Тернопільській державній медичній академії на посаді асистента кафедри сестринської справи.
У 2000 році отримав вчений ступінь кандидата медичних наук (тема дисертації «Можливості відновлення втраченого шкірного покриву в обпечених хворих»).
У травні 2000 року переведений на посаду асистента кафедри шпитальної хірургії. Від січня 2002 — працював на посаді доцента кафедри шпитальної хірургії.
У 2003 році присвоєно вчене звання доцента.
Від серпня 2000 до червня 2013 року працював за сумісництвом завідувачем відділенням малоінвазивної хірургії Тернопільської обласної лікарні. Від липня 2005 — переведений на посаду доцента кафедри хірургії з урологією, анестезіологією, нейрохірургією та дитячою хірургією ТДМУ.
Від січня 2007 року працював на посаді доцента кафедри хірургії, травматології та ортопедії з малоінвазивними ендоскопічними технологіями та хірургічними дисциплінами факультету післядипломної освіти медичного університету, від січня 2008 — переведений на посаду доцента кафедри. Від грудня 2010 — завідувач кафедри ендоскопії з малоінвазивною хірургією, урологією та травматологією факультету післядипломної освіти.
У 2007 році започаткував єдині на території всієї України курси підвищення кваліфікації з малоінвазивної хірургії для інтернів, лікарів-хірургів, урологів, гінекологів, онкологів, де курсанти виконують навчальні оперативні втручання на тваринах у зооопераційні.
Від 2011 року — доктор медичних наук, професор (тема дисертації «Лапароскопічна хірургія жовчнокам'яної хвороби у хворих на хронічні гепатити і цироз печінки»).
У червні 2013 року призначений на посаду першого заступника головного лікаря комунального закладу Тернопільської обласної ради «Тернопільська університетська лікарня».
Від червня 2013 — завідувач кафедри загальної та малоінвазивної хірургії ДВНЗ «Тернопільський державний медичний університет імені І. Я. Горбачевського МОЗ України» за сумісництвом.
Від жовтня 2014 року донині — перший проректор з науково-педагогічної роботи ТДМУ та професор кафедри загальної та малоінвазивної хірургії.

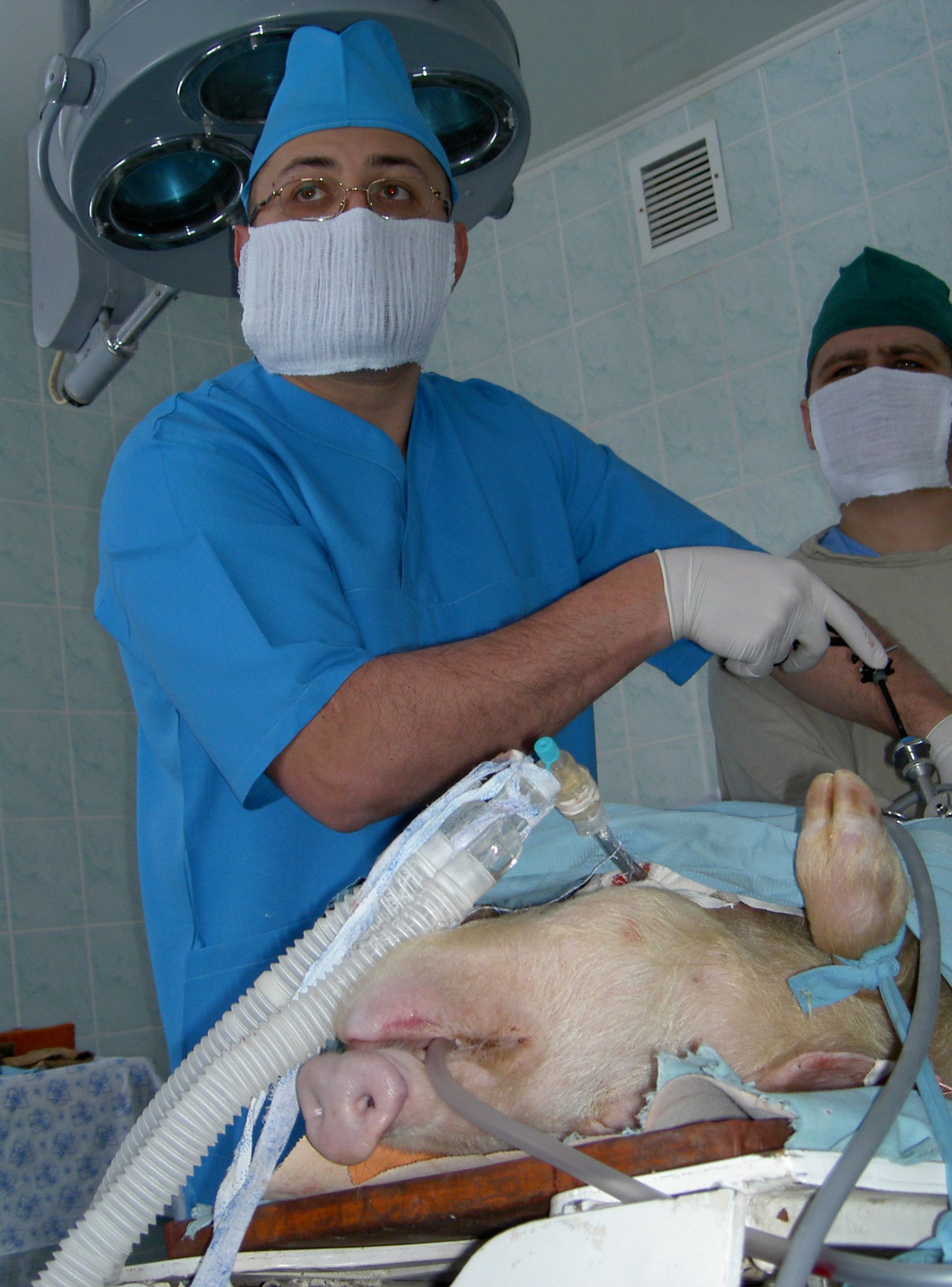
Олександр Леонідович Ковальчук проводить навчальні оперативні втручання на тваринах у зооопераційній під час курсів підвищення кваліфікації з малоінвазивної хірургії для інтернів, лікарів-хірургів, урологів, гінекологів, онкологів
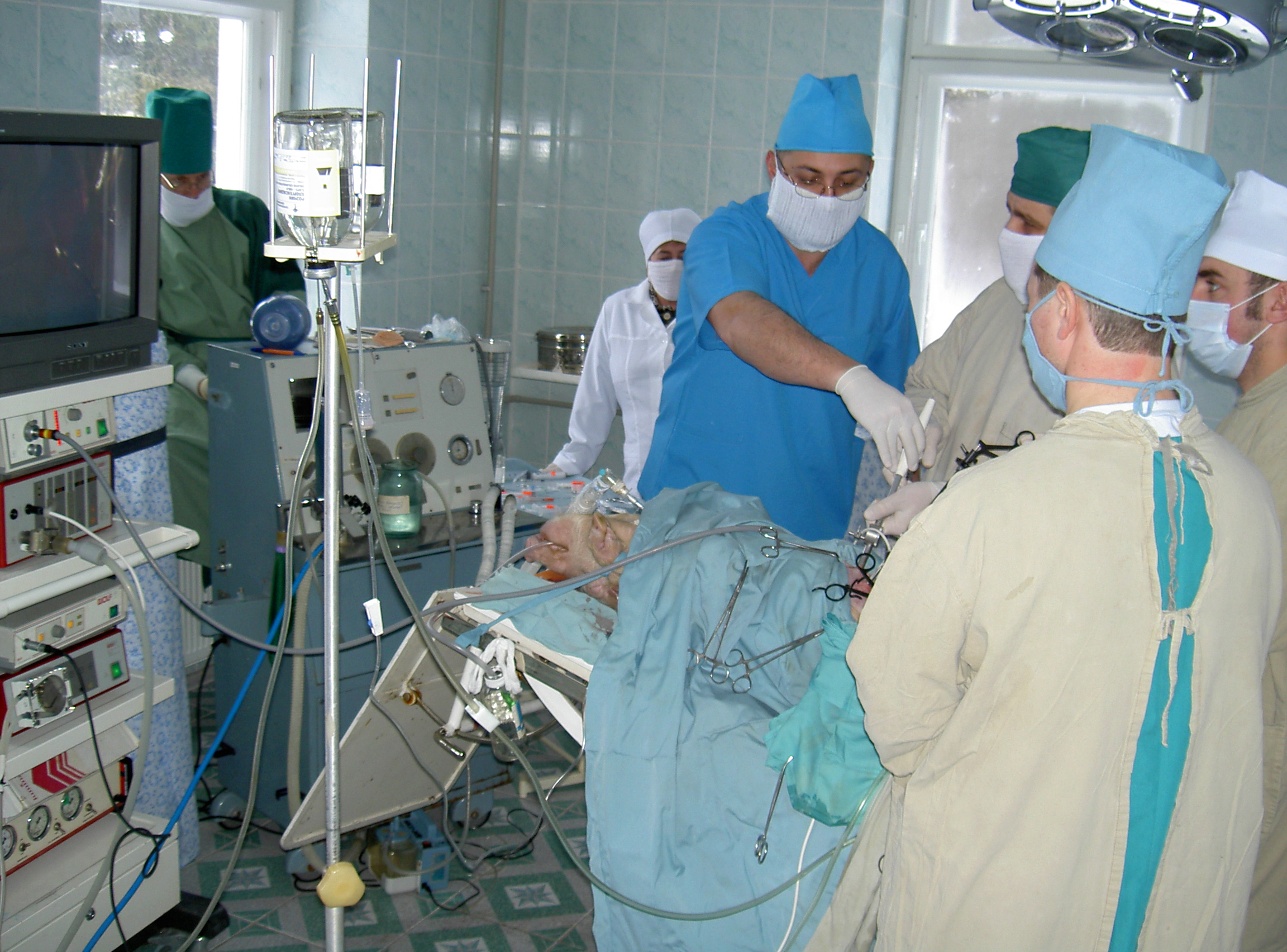

## Науковий доробок
Автор 125 публікацій, з них 106 наукового, 19 навчально-методичного характеру. Співавтор 4 підручників, 3 посібників, 4 монографій, 10 патентів, зокрема
- «Шпитальна хірургія»,
- «Лапароскопічна хірургія жовчних шляхів» — перша монографія з ендохірургії в Україні (1997, співавтор),
- «Клінічна хірургія» (2000),
- «Невідкладна хірургія» (2000),
- «Медсестринство в хірургії» (2001),
- «Лапароскопічна хірургія жовчнокам'яної хвороби у хворих на хронічні гепатити і цироз печінки» (2014)
- мультимедійних компакт-дисків «Лапароскопічна хірургія», «Шпитальна хірургія» (обидва — 1999).

Фундатор малоінвазивної хірургії в області.

## Звання і відзнаки
- кандидат медичних наук (2000, тема дисертації — Можливості відновлення втраченого шкірного покриву в обпечених хворих[недоступне посилання з липня 2019]),
- доктор медичних наук (тема дисертації — Лапароскопічна хірургія жовчнокам'яної хвороби у хворих на хронічні гепатити і цироз печінки[недоступне посилання з липня 2019]),
- професор,
- Член європейської асоціації ендоскопічних хірургів (2001),
- «Людина року» Тернопільщини (2007),
- медаль «Знання, Душу, Серце Людям»[2],
- Орден «За волонтерську діяльність „Сила України“».

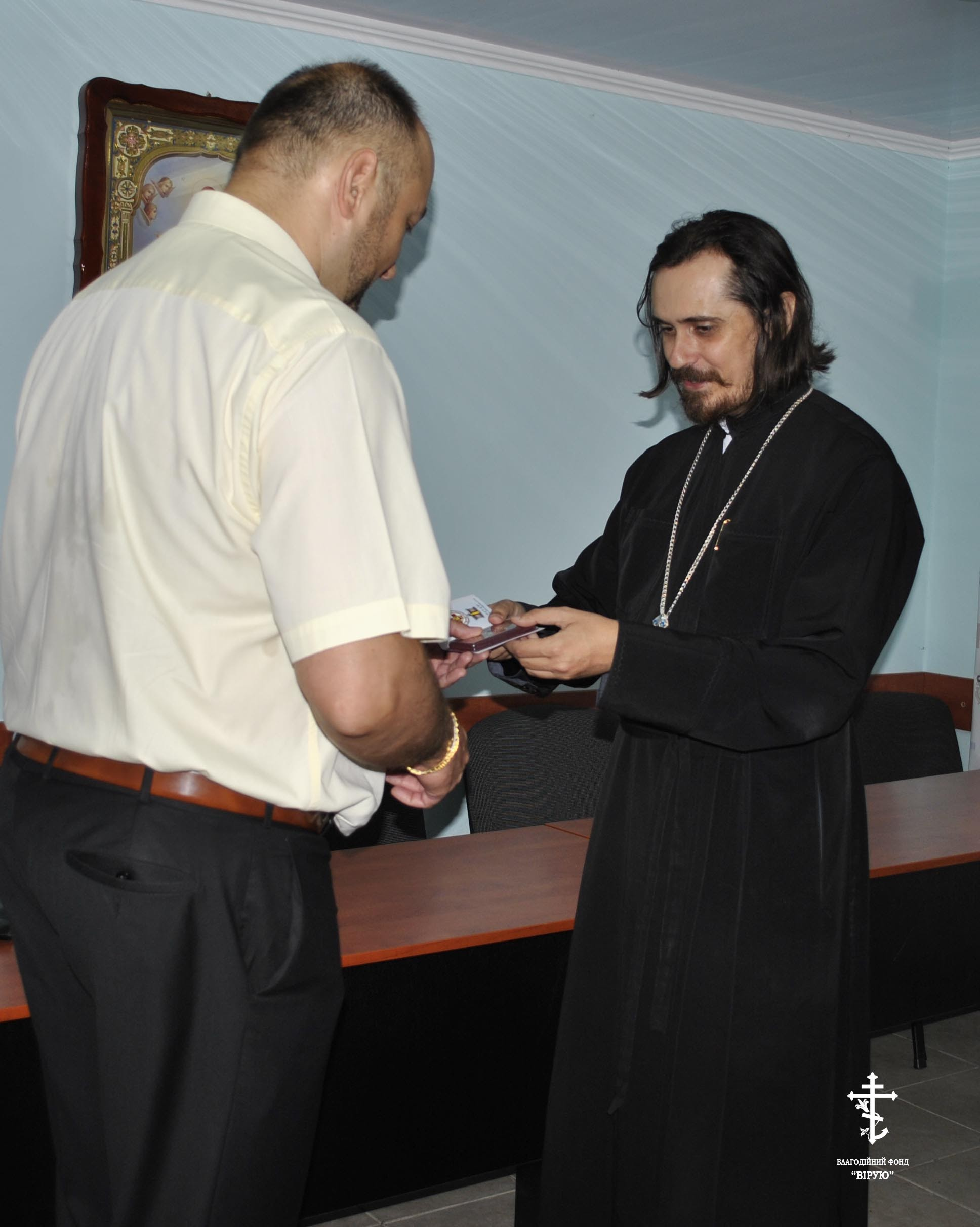
Медаль «Знання, Душу, Серце Людям» Олександрові Ковальчуку вручає архієпископ Нестор.
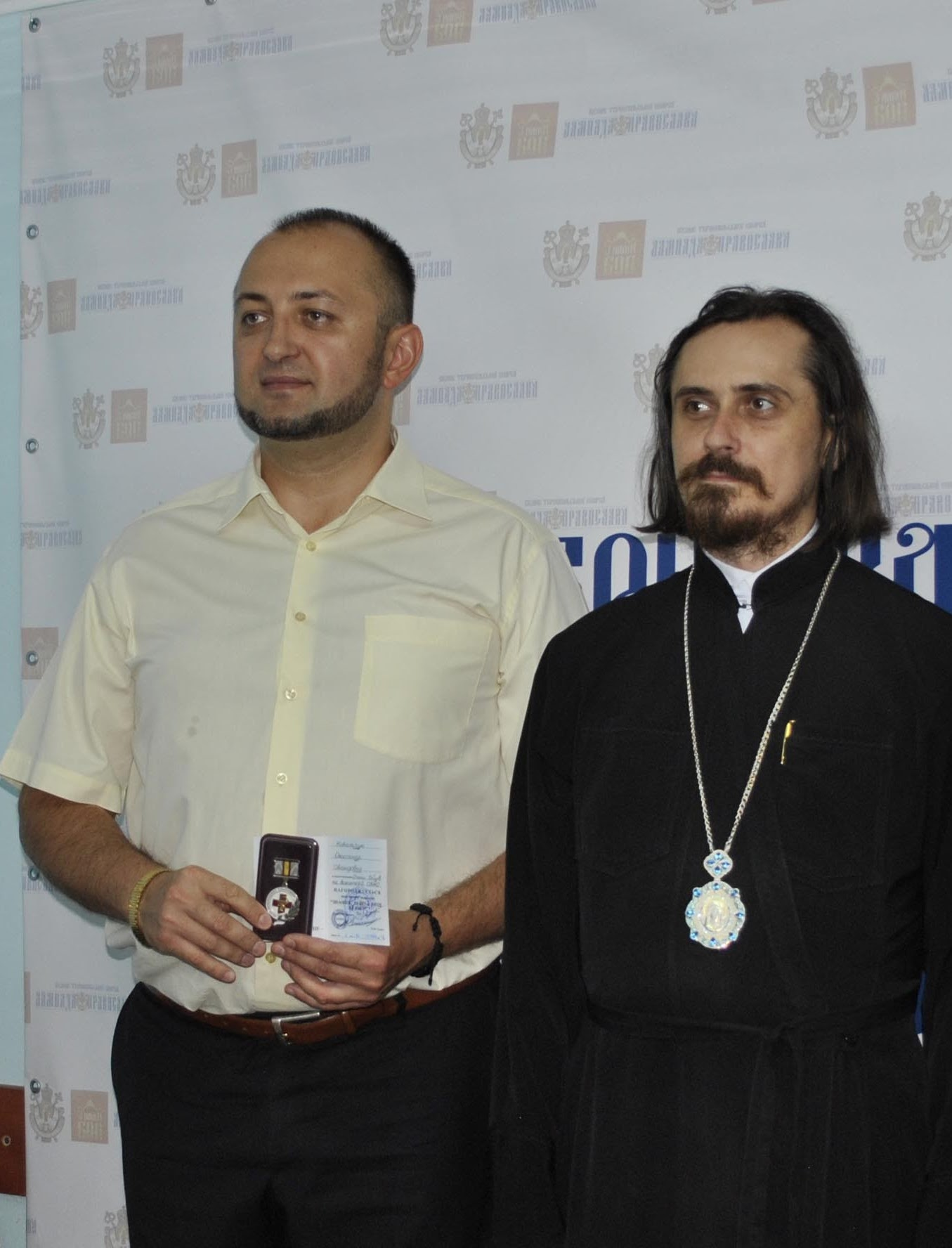
Олександр Ковальчук і архієпископ Нестор під час вручення медалі «Знання, Душу, Серце Людям».
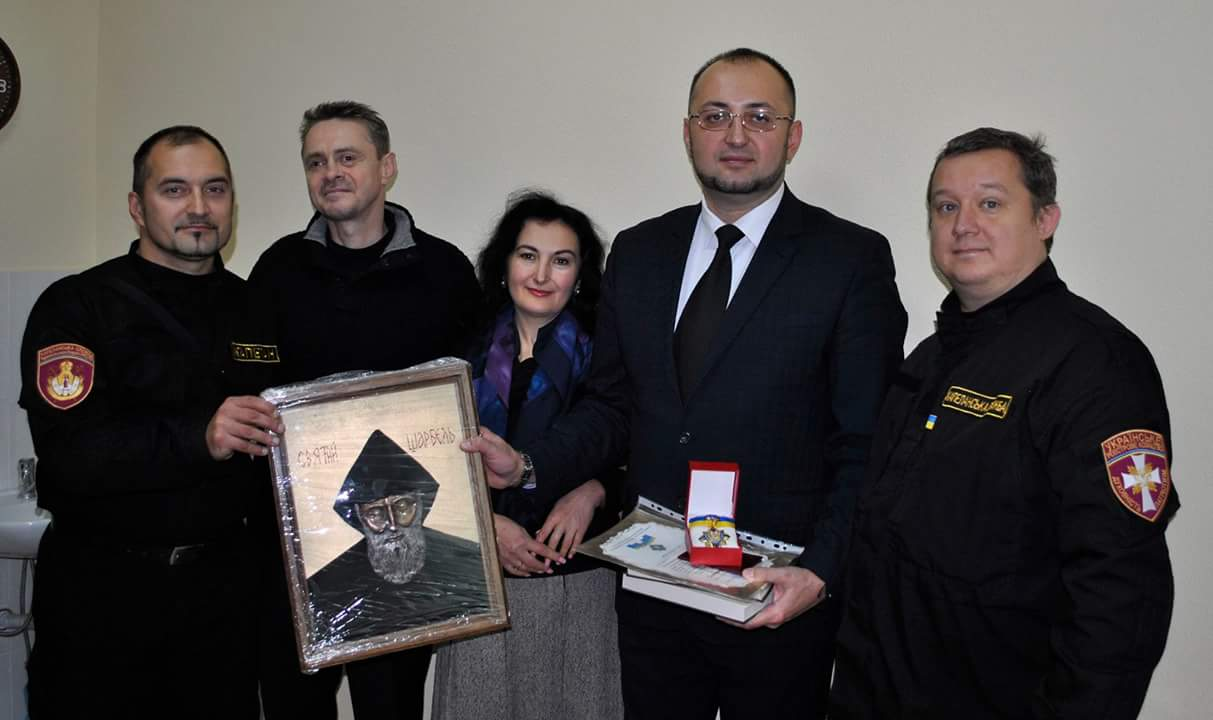
Вручення ордену «За волонтерську діяльність “Сила України”» та ікони святого Шарбеля Олександрові Ковальчуку (другий зліва)
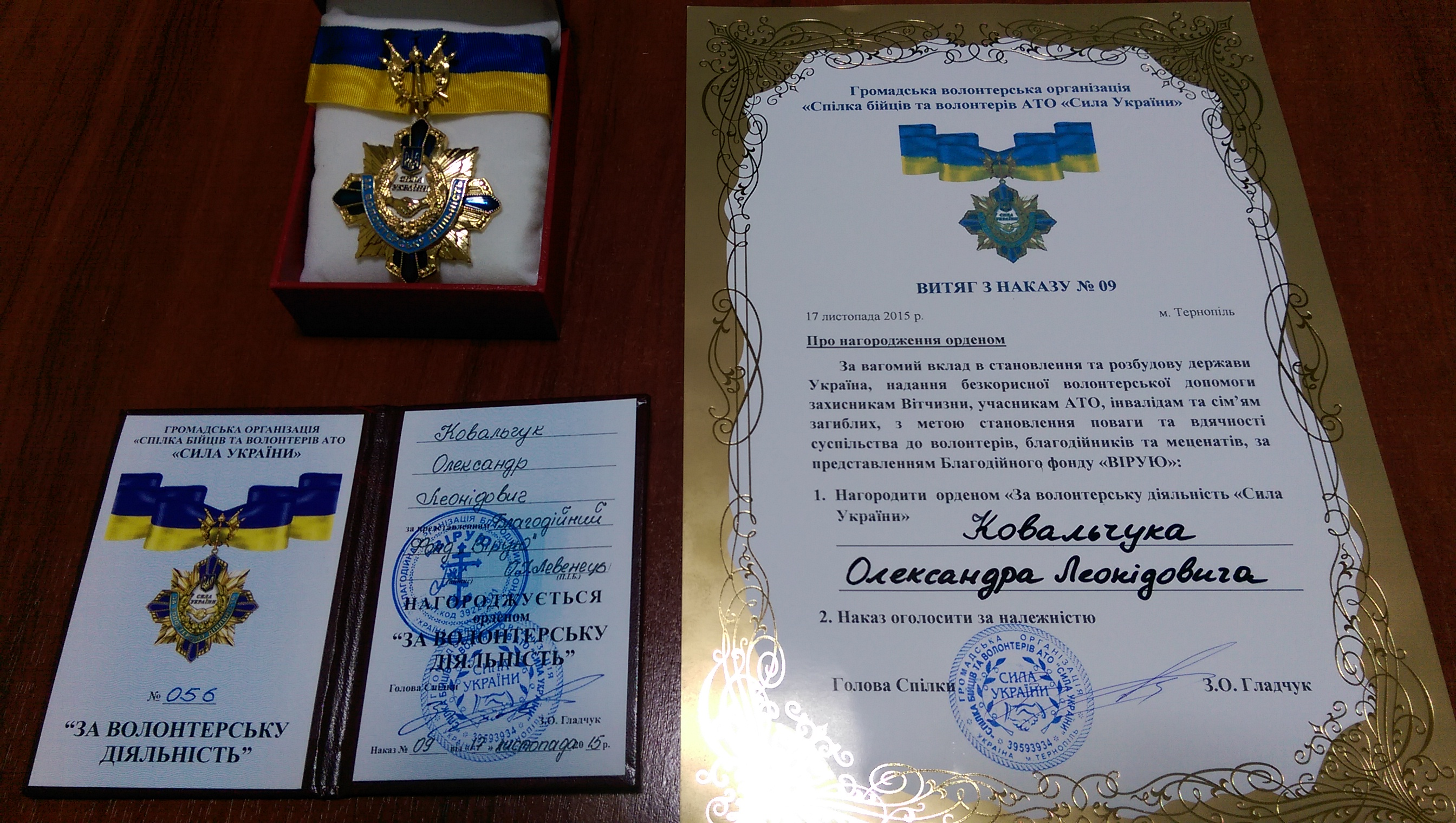
Орден «За волонтерську діяльність “Сила України”» та витяг з наказу про нагородження